# Orry-la-Ville
Orry-la-Ville és un municipi francès, situat al departament de l'Oise i a la regió dels Alts de França. L'any 2007 tenia 3.255 habitants.

## Demografia

### Població
El 2007 la població de fet d'Orry-la-Ville era de 3.255 persones. Hi havia 1.264 famílies de les quals 276 eren unipersonals (100 homes vivint sols i 176 dones vivint soles), 480 parelles sense fills, 420 parelles amb fills i 88 famílies monoparentals amb fills.
La població ha evolucionat segons el següent gràfic:
Habitants censats

### Habitatges
El 2007 hi havia 1.452 habitatges, 1.295 eren l'habitatge principal de la família, 30 eren segones residències i 127 estaven desocupats. 1.291 eren cases i 157 eren apartaments. Dels 1.295 habitatges principals, 1.093 estaven ocupats pels seus propietaris, 167 estaven llogats i ocupats pels llogaters i 35 estaven cedits a títol gratuït; 15 tenien una cambra, 72 en tenien dues, 178 en tenien tres, 308 en tenien quatre i 722 en tenien cinc o més. 1.071 habitatges disposaven pel capbaix d'una plaça de pàrquing. A 567 habitatges hi havia un automòbil i a 604 n'hi havia dos o més.

### Piràmide de població
La piràmide de població per edats i sexe el 2009 era:
| Homes | Edats   | Dones |
| ----- | ------- | ----- |
| 0     | 95 o +  | 0     |
| 4     | 90 a 94 | 16    |
| 8     | 85 a 89 | 12    |
| 24    | 80 a 84 | 32    |
| 52    | 75 a 79 | 96    |
| 60    | 70 a 74 | 72    |
| 76    | 65 a 69 | 96    |
| 88    | 60 a 64 | 96    |
| 140   | 55 a 59 | 128   |
| 152   | 50 a 54 | 176   |
| 88    | 45 a 49 | 128   |
| 116   | 40 a 44 | 128   |
| 108   | 35 a 39 | 92    |
| 96    | 30 a 34 | 120   |
| 108   | 25 a 29 | 72    |
| 80    | 20 a 24 | 72    |
| 105   | 15 a 19 | 92    |
| 96    | 10 a 14 | 108   |
| 68    | 5 a 9   | 92    |
| 100   | 0 a 4   | 72    |

## Economia
El 2007 la població en edat de treballar era de 2.073 persones, 1.510 eren actives i 563 eren inactives. De les 1.510 persones actives 1.416 estaven ocupades (713 homes i 703 dones) i 94 estaven aturades (49 homes i 45 dones). De les 563 persones inactives 238 estaven jubilades, 185 estaven estudiant i 140 estaven classificades com a «altres inactius».

### Ingressos
El 2009 a Orry-la-Ville hi havia 1.335 unitats fiscals que integraven 3.422,5 persones, la mediana anual d'ingressos fiscals per persona era de 27.211 €.

### Activitats econòmiques
Dels 128 establiments que hi havia el 2007, 1 era d'una empresa alimentària, 3 d'empreses de fabricació d'altres productes industrials, 16 d'empreses de construcció, 18 d'empreses de comerç i reparació d'automòbils, 6 d'empreses de transport, 12 d'empreses d'hostatgeria i restauració, 3 d'empreses d'informació i comunicació, 6 d'empreses financeres, 5 d'empreses immobiliàries, 27 d'empreses de serveis, 19 d'entitats de l'administració pública i 12 d'empreses classificades com a «altres activitats de serveis».
Dels 36 establiments de servei als particulars que hi havia el 2009, 1 era una gendarmeria, 1 oficina de correu, 2 oficines bancàries, 1 autoescola, 4 paletes, 2 guixaires pintors, 2 fusteries, 4 lampisteries, 3 electricistes, 1 empresa de construcció, 3 perruqueries, 7 restaurants, 3 agències immobiliàries i 2 salons de bellesa.
Dels 6 establiments comercials que hi havia el 2009, 1 era un hipermercat, 1 una botiga de menys de 120 m², 1 una fleca, 1 una peixateria, 1 una llibreria i 1 una botiga de mobles.
L'any 2000 a Orry-la-Ville hi havia 3 explotacions agrícoles.

## Equipaments sanitaris i escolars
L'únic equipament sanitari que hi havia el 2009 era una farmàcia.
El 2009 hi havia 1 escola maternal i 1 escola elemental.

## Poblacions més properes
El següent diagrama mostra les poblacions més properes.